# 彈力女超人
巴荷莉（英語：Helen Parr），原姓特魯克斯（Truax） ，是一個由布萊德·博德創作、出現在《超人特攻隊》系列中的虛構超級英雄角色。荷莉的超級英雄身份為是彈力女超人（Elastigirl），結婚後也被稱為超能太太（Mrs. Incredible）。荷莉擁有以彈性為基礎的超能力，可以讓她的身體以各種方式伸展和扭曲。

## 作品描述
在設計超人家族時，布萊德·博德希望角色的超能力都與他們的個性相關。他覺得作為一個母親，荷莉被社會拉向許多不同的方向，這使她獲得了彈性。
關於選擇讓荷莉成為《超人特攻隊2》主角的原因，布萊德·博德堅稱是與Me Too無關，而是編劇為了推進故事的自然選擇。

## 登場作品
在2004年電影《超人特攻隊》中，在超級英雄被禁止之前，荷莉一直作為超級英雄彈力女超人守護城市。後來與巴鮑伯（超能先生）結婚後，育有三個孩子：小倩、小飛和小傑。丈夫工作時，她放棄了維持治安的工作，成為一名全職家庭主婦。當鮑伯偷偷進行他的英雄使命時，荷莉懷疑他有外遇，並與他對峙。後來，當她發現丈夫遇到麻煩時，她在小倩和小飛的陪同下駕駛飛機去救他。
在2018年電影《超人特攻隊2》中，主要情節涉及荷莉通過不會對城市造成附帶損害的任務，為超級英雄重新帶來良好的公共關係，成為使超級英雄再次合法化的元素之一。

## 反響
網路作家托蕾·布拉西爾說「在《超人特攻隊》開頭的這些話『小姐們，拜託！讓男人去拯救世界？我可不認為。』中清楚地闡明了彈力女超人在性別定型中的立場。她顯然是女性主義的標誌」。
Syfy Wire讚揚續集讓其成為“了不起的媽媽”。
在《超人特攻隊2》發布後，有一些話語圍繞在荷莉的性化，社交媒體上的數百名粉絲將該角色描述為“Thicc”，是指有一個大臀部的俚語,。紐約客認為該角就像《格雷的五十道陰影》的安娜塔希婭·史迪爾一樣。